# Đội tuyển bóng đá quốc gia Anguilla
Đội tuyển bóng đá quốc gia Anguilla là đội tuyển cấp quốc gia của Anguilla do Hiệp hội bóng đá Anguilla quản lý. Đây là một trong những đội tuyển quốc gia yếu nhất thế giới. Một vài cầu thủ trong đội tuyển hiện tại chơi cho các câu lạc bộ bán chuyên nghiệp ở Luân Đôn.

## Thành tích tại các giải đấu

### Giải vô địch thế giới
- 1930 đến 1998 - Không tham dự
- 2002 đến 2022 - Không vượt qua vòng loại

### Cúp Vàng CONCACAF
- 1991 đến 2002 - Không vượt qua vòng loại
- 2003 - Không tham dự
- 2005 - Bỏ cuộc
- 2007 đến 2017 - Không vượt qua vòng loại

## Đội hình hiện tại
23 cầu thủ dưới đây được triệu tập tham dự vòng loại World Cup 2022 gặp Dominica và Panama vào tháng 6 năm 2021.
Số liệu thống kê tính đến ngày 6 tháng 8 năm 2021 sau trận gặp Panama.
| Số | VT | Cầu thủ             | Ngày sinh (tuổi)  | Trận | Bàn | Câu lạc bộ              |
| -- | -- | ------------------- | ----------------- | ---- | --- | ----------------------- |
| 1  | TM | Kareem Burris       | 13 tháng 9, 1991  | 8    | 0   | Roaring Lions           |
| 21 | TM | Darius Lanthan      | 15 tháng 2, 1979  | 4    | 0   | Doc's United            |
|    | TM | Jelani Lawrence     |                   | 0    | 0   | Kicks United            |
|    |    |                     |                   |      |     |                         |
| 3  | HV | Kion Lee            | 2 tháng 9, 1993   | 16   | 1   | Roaring Lions           |
| 5  | HV | Tafari Smith        | 16 tháng 3, 2000  | 15   | 1   | Roaring Lions           |
| 14 | HV | Javille Brooks      | 21 tháng 9, 1984  | 11   | 2   | Attackers               |
|    | HV | Luke Paris          | 11 tháng 11, 1994 | 8    | 0   | Windsor                 |
| 13 | HV | Tyrique Lake        | 4 tháng 1, 1999   | 7    | 0   | Roaring Lions           |
| 7  | HV | Shemari Bryan       | 9 tháng 2, 2002   | 3    | 0   | Roaring Lions           |
|    | HV | Sedu Bradshaw       | 13 tháng 11, 2002 | 2    | 0   | Lymers                  |
| 4  | HV | Alphonso Roach      |                   | 1    | 0   | Diamond                 |
|    | HV | Kieron Lake-Bryan   |                   | 0    | 0   | Wingate & Finchley      |
|    | HV | Lewis Proctor       |                   | 0    | 0   | Farnham Royal Mavericks |
|    |    |                     |                   |      |     |                         |
|    | TV | Kapil Battice       | 26 tháng 10, 1982 | 18   | 4   | Roaring Lions           |
| 6  | TV | Germain Hughes      | 15 tháng 11, 1996 | 15   | 0   | Roaring Lions           |
| 11 | TV | Kayini Brooks-Belle | 23 tháng 7, 1994  | 10   | 0   | Roaring Lions           |
| 17 | TV | Steven Austin       | 27 tháng 12, 1990 | 8    | 0   | Doc's United            |
| 8  | TV | Jermal Richardson   | 10 tháng 5, 1994  | 8    | 0   | Roaring Lions           |
| 2  | TV | Kian Duncan         | 26 tháng 5, 2000  | 4    | 0   | Burnham                 |
| 23 | TV | Stewart Murray      | 19 tháng 1, 1988  | 3    | 0   | Doc's United            |
| 15 | TV | Simon Anthony       | 2 tháng 11, 1977  | 3    | 0   | Unattached              |
|    |    |                     |                   |      |     |                         |
| 12 | TĐ | Jonathan Guishard   | 2 tháng 7, 1996   | 19   | 0   | Doc's United            |
|    | TĐ | Calvin Morgan       | 18 tháng 5, 1995  | 8    | 1   | Chalvey Sports          |
| 22 | TĐ | Kyle Lake-Bryan     | 23 tháng 10, 2001 | 3    | 1   | Wingate & Finchley      |
| 10 | TĐ | Lamar Carpenter     |                   | 1    | 0   | United Select           |

### Triệu tập gần đây
Các cầu thủ dưới đây được triệu tập trong vòng 12 tháng.
| Vt | Cầu thủ          | Ngày sinh (tuổi)  | Số trận | Bt | Câu lạc bộ    | Lần cuối triệu tập               |
| -- | ---------------- | ----------------- | ------- | -- | ------------- | -------------------------------- |
| TM | Ryan Liddie      | 15 tháng 10, 1981 | 31      | 0  | Lymers        | v. Barbados, 31 tháng 3 năm 2021 |
| TM | Bailey Danniell  | 23 tháng 11, 2003 | 0       | 0  | Lymers        | v. Barbados, 31 tháng 3 năm 2021 |
|    |                  |                   |         |    |               |                                  |
| HV | Bakari Battice   | 6 tháng 4, 2004   | 1       | 0  | Roaring Lions | v. Barbados, 31 tháng 3 năm 2021 |
| HV | Noah Bradshaw    | 18 tháng 4, 2004  | 0       | 0  | Lymers        | v. Barbados, 31 tháng 3 năm 2021 |
|    |                  |                   |         |    |               |                                  |
| TV | Renee Thomas     | 26 tháng 8, 1994  | 2       | 0  | Uprising      | v. Barbados, 31 tháng 3 năm 2021 |
| TV | Javis Jones      | 24 tháng 8, 2005  | 0       | 0  | Diamond       | v. Barbados, 31 tháng 3 năm 2021 |
|    |                  |                   |         |    |               |                                  |
| TĐ | Cyrus Vanterpool | 30 tháng 12, 1990 | 8       | 0  | Frimley Green | v. Barbados, 31 tháng 3 năm 2021 |
| TĐ | Aedan Scipio     | 3 tháng 9, 1990   | 2       | 0  | Roaring Lions | v. Barbados, 31 tháng 3 năm 2021 |
| TĐ | Jauron Gayle     | 4 tháng 3, 2004   | 1       | 0  | Diamond       | v. Barbados, 31 tháng 3 năm 2021 |